# Fundación Casa de Alba
La Fundación Casa de Alba és una institució espanyola dedicada a la preservació del patrimoni històric i cultural de la Casa d'Alba, que va ser constituïda el 14 de maig de 1975 per Cayetana Fitz-James Stuart –XVIII Duquessa d'Alba de Tormes− i que va presidir fins a la seva mort el 2014. Després és administrada pels fills Carlos Fitz-James Stuart i Martínez de Irujo i Alfonso Martínez de Irujo i Fitz-James Stuart. Té la seu al Palau de Llíria a Madrid.
Els objectius s'emmarquen en la cura i conservació del patrimoni de la Casa d'Alba, valorat segons el 2014 les fonts entre 650 i 3500 milions d'euros. Això comprèn la conservació, ordre i creació d'obres d'art, fons bibliotecaris i documentals i l'exposició permanent al públic al Palau de Llíria de les obres d'art de la col·lecció. A més organitza conferències de caràcter artístic i històric. Encara que les ressenyes en premsa insisteixen a ressaltar el valor d'aquest patrimoni, cal precisar que no es pot vendre lliurement, ja que està subjecte a la legislació sobre fundacions i patrimoni històric-artístic.
Les empreses comercials de la família fan donació dels seus beneficis a la fundació.

## Patrimoni
El patrimoni immobiliari de la fundació inclou, principalment, el Palau de Llíria, el Palau de Monterrey i el Castell dels Ducs d'Alba a Alba de Tormes. Es completa amb la col·lecció privada d'art, amb peces de Tiziano, Van Loo, Mengs, Goya, Murillo, El Greco, Michele Tosini, Andrea Vaccaro, Rubens, Gerard Seghers, Francesco Furini, Ingres…